# منفذ إبراهيم الخليل الحدودي
منفذ إبراهيم الخليل الحدودي ( (بالكردية: دەروازەی ئیبراھیم خەلیل)‏ هو منفذ حدودي بري عراقي في محافظة دهوك في قضاء زاخو أقصى شمال العراق، مجاور لجنوب بلدة سيلوبي التركية. قريب من نهر الخابور الذي جُعل حدوداً طبيعية بين جمهورية العراق وجمهورية تركيا. منفذ إبراهيم الخليل هو المنفذ الرئيسي للتبادل التجاري بين العراق وتركية. ويُستعمل المنفذ لنقل المسافرين والسياح، لا تشرف هيأة المنافذ الحدودية العراقية الاتحادية على هذا المنفذ بل يشرف عليه حكومة إقليم كردستان، ويحمي المنفذَ مقاتلو البيشمركة الأكراد تحت راية كردستان العراق.

## أم الكمارك
حدثت معارك مسلحة بين سنة 1994 و1996م بين الحزب الديمقراطي الكردستاني المسيطر على محافظة دهوك، والاتحاد الوطني الكردستاني للتنازع في واردات هذا المنفذ الناتجة من التهريب، وقتلَ بضعة آلاف، فسُمي الصراع حينئذٍ معركة أم الكمارك، وسُمي المنفذ منفذ أم الكمارك، تشبيهاً تهكميّاً بمعركة أم المعارك العراقية سنة 1991. وحين اشتدت هجمات جلال الطالباني على قوات مسعود البارزاني، استعان مسعود بقوات الحرس الجمهوري العراقي الذي لم يكن له يومئذٍ سلطة على إقليم كردستان، فزحف الحرس الجمهوري ومنع قوات الطالباني من السيطرة.